# Arehalli Kaval, Holalkere
Arehalli Kaval là một làng thuộc tehsil Holalkere, huyện Chitradurga, bang Karnataka, Ấn Độ.